# Cechy organoleptyczne
Cechy organoleptyczne – zespół cech obejmujących smak, zapach, wygląd, w tym barwę i konsystencję, środków spożywczych, które można wyodrębnić i ocenić przy pomocy zmysłów człowieka.